# Baganga
Baganga est une localité de la province du Davao oriental, aux Philippines. En 2015, elle compte 56 241 habitants.